# Bộ Cá hoàng đế
Bộ Cá hoàng đế (danh pháp khoa học: Cichliformes) là một bộ cá, trước đây phân loại trong bộ Perciformes nhưng hiện nay nhiều tác giả coi nó là một bộ riêng biệt trong phạm vi loạt Ovalentaria.

## Các họ
Khi mới tách ra người ta coi nó chỉ chứa 1 họ là Cichlidae nhưng hiện tại người ta công nhận 2 họ trong bộ Cichliformes, trong đó Pholidichthyidae là họ nhỏ chỉ có 1 chi và 2 loài cá biển, trong khi Cichlidae là một trong những họ động vật có xương sống lớn nhất với khoảng 250 chi và trên 1.700 loài cá sinh sống trong các loại môi trường nước ngọt, nước lợ và nước mặn. Sự gộp 2 họ này vào trong cùng một bộ là dựa theo các dữ liệu phân tử.
Các họ bao gồm:
- Pholidichthyidae D.S. Jordan, 1896[6]
- Cichlidae Bonaparte, 1835 [7]